# Isotrias hybridana
Isotrias hybridana es una especie de polilla de la familia Tortricidae. Se encuentra en Francia, España, Portugal, Italia, Alemania, Polonia, la República Checa, Eslovaquia, Austria, Hungría, Ucrania y la mayor parte de la península balcánica.

## Descripción
La envergadura es de 12 a 17 mm. Los adultos están activos durante el día. Hay una generación por año con adultos en vuelo en junio y julio.

## Alimentación
Las larvas se alimentan de espinos (especie Crataegus), Acer y roble (especie Quercus).